# Aeroportul Municipal Pembina
Aeroportul Municipal Pembina (IATA: PMB, ICAO: KPMB, FAA LID: PMB) este un aeroport din Dakota de Nord, Statele Unite ale Americii ce deservește zona Pembina⁠(d). A fost numit după zona deservită.
Situat la o altitudine de 242 m, aeroportul dispune de 1 pistă.

## Infrastructură

### Piste
Aeroportul dispune de o singură pistă. Pista 15/33 are suprafața de asfalt și dimensiunile 3.798 picioare × 75 picioare. 